# Sgor Gaoith
Sgor Gaoith är ett berg i Storbritannien.   Det ligger i kommunen Highland och riksdelen Skottland, i den norra delen av landet, 700 km norr om huvudstaden London. Toppen på Sgor Gaoith är 1 118 meter över havet, eller 515 meter över den omgivande terrängen. Bredden vid basen är 16,2 km.
Terrängen runt Sgor Gaoith är huvudsakligen lite bergig.Runt Sgor Gaoith är det mycket glesbefolkat, med 3 invånare per kvadratkilometer. Närmaste större samhälle är Aviemore, 14,1 km norr om Sgor Gaoith. Trakten runt Sgor Gaoith består i huvudsak av gräsmarker.